# Magni animi est iniurias dispicere
Magni animi est iniurias dispicere (лат. изговор: магни аними ест инјуријас диспицере). Презирати увреде особина је великог духа. (Сенека)

## Поријекло изреке
Ову изреку је изрекао почетком нове ере познати римски књижевник и филозоф Сенека.

## Тумачење
Велики дух све разумије и апсорбује, па и увреде.